# محمد أعظم خان
محمد أعظم خان بن دوست محمد خان أمير أفغانستان 1867م إلى 1868م .
ثاني أكبر أبناء دوست محمد خان تولى إمارة أفغانستان بعد وفاة أخيه محمد أفضل خان لكن حكمه لم يدم طويلاً حيث استعاد أخوه شير علي خان الإمارة من جديد.